# Afrikaanse-paardenpestvirus
Het Afrikaanse-paardenpestvirus of AHSV (wetenschappelijke naam: African horse sickness virus) veroorzaakt de paardenziekte Afrikaanse paardenpest. Het virus wordt verspreid via een vector. Het Afrikaanse-paardenpestvirus is een endotheliotroop van de familie Reoviridae, geslacht Orbivirus. Van het Afrikaanse-paardenpestvirus zijn negen verschillende serotypen op dit moment bekend.
Eigenschappen:
- Uitgeschakeld na 180 minuten op 50 °C of 15 minuten op 60 °C.
- Stabiel in een pH tussen 6,0 – 12,0.
- Uitgeschakeld door ether en β-propiolacton (0,4%).
- Uitgeschakeld door formaline (0,1% / 14u), carbolzuur en iodophoren.
- Kan bij een temperatuur van 37 °C 37 dagen overleven.

## Werken met het Afrikaanse-paardenpestvirus
In Nederland is het werk met het Afrikaanse-paardenpestvirus ingedeeld in pathogeniteitsklasse 2. De indeling in pathogeniteitsklasse 2 is gedaan vanwege het ontbreken van vectoren in Nederland die noodzakelijke zijn voor verspreiding en omdat mensen het AHSV niet kunnen overdragen op dieren. In Duitsland, Engeland, België en Zwitserland valt het werk met het Afrikaanse-paardenpestvirus onder pathogeniteitsklasse 3 en in Italië valt het werk met het Afrikaanse-paardenpestvirus in pathogeniteitsklasse 4.